# Kansanella
Kansanella es un género de foraminífero bentónico de la subfamilia Schwagerininae, de la familia Schwagerinidae, de la superfamilia Fusulinoidea, del suborden Fusulinina y del orden Fusulinida. Su especie tipo es Kansanella (Kansanella) joensis. Su rango cronoestratigráfico abarca desde el Stephaniense hasta el Missouriense (Carbonífero superior).

## Discusión
Clasificaciones más recientes incluyen Kansanella en la superfamilia Schwagerinoidea, y en la subclase Fusulinana de la clase Fusulinata.

## Clasificación
Kansanella incluye a las siguientes especies:
- Kansanella joensis †
- Kansanella neglecta †
- Kansanella osagensis †
- Kansanella postcomptus †
- Kansanella voluminosa †

En Kansanella se ha considerado el siguiente subgénero:
- Kansanella (Iowanella), aceptado como género Iowanella